# Douradina (Mato Grosso do Sul)
Douradina – miasto i gmina w Brazylii, w stanie Mato Grosso do Sul.